# Осока прямоколосая
Осо́ка прямоколо́сая, или Осо́ка ости́стая, или Осо́ка Зи́герта (лат. Carex atherodes) — травянистое растение рода Осока (Carex), семейства Осоковые (Cyperaceae).

## Ботаническое описание
Серовато-, желтовато- или светло-зелёное растение, с ползучими корневищами, образующие дерновины, дающим утолщённые и крепкие побеги.
Все побеги апогеотропные или косоапогеотропные, иногда с очень короткой горизонтальной или дуговидной частью. Стебли с длинными междоузлиями, утолщённые, неясно-трёхгранные, гладкие, наверху нередко шероховатые, у основания одетые красноватыми, пурпурово-бурыми или охристыми, сетчато-расщепляющимися безлистными влагалищами. Высота вегетативных побегов (30)50—150 см.
Пластинки листьев (2)4—8(10) мм шириной, опушённые с нижней стороны или голые, могут быть плоскими или с сильно завёрнутыми вниз краями, коротко или длинно заострённые, короче стебля. Влагалища их могут быть голыми или волосистыми.
Колоски в количестве 3—7. Верхние 1—3 пестичные, булавовидно- или линейно-ланцетные, (2)3—4(5) см длиной; остальные тычиночные, продолговато-булавовидные или цилиндрические, (2,5)4—5(8) см длиной, 0,9—1(1,2) см шириной, рыхлые, книзу прореженные, прямые или нижние несколько отклонённые, нижние на ножке до 1,5(3) см длиной, много- и густоцветковые. Чешуи тычиночных колосков продолговато-яйцевидные или ланцетные, иногда наверху притуплённые, с шероховатым шипом, бледно-ржавые или ржаво-бурые, короче мешочков или равны им. Чешуи пестичных колосков светло-рыжие или светло-ржавчатые и с бледной серединой, ланцетные или продолговато-яйцевидные, наверху могут быть тупыми, шиповатые, голые, с короткой или длинной шероховатой остью, несколько короче мешочков или длиннее их. Мешочки 6—9 мм длиной, тонкокожистые, яйцевидные или продолговато-яйцевидные, в поперечном сечении трёхгранные, могут быть вздутыми, с многочисленными утолщёнными жилками, рассеянно волосистые или голые, зеленоватые, у основания округлые, на короткой ножке; носик спереди и сзади одинаково вырезан, с шиловидными, твёрдыми зубцами (1)1,2—2,5(3) мм длиной, зеленовато-желтоватый, не отличающийся по цвету от остальной части мешочка. Рылец 3, столбик прямой или изогнутый. Нижний кроющий лист большей частью с длинным опушённым влагалищем, до 1(3) см длиной, (редко без влагалища) и с пластинкой, превышающей соцветие или равным ему.
Плодоносит в мае—июле.
Вид описан из лесной зоны Канады.
Во всех частях ареала встречаются растения как с совсем голыми влагалищами и пластинками листьев, так и с густо опушёнными влагалищами и рассеянно опушёнными на нижней поверхности пластинками листьев. Вид варьирует также по длине носиков мешочка, причём она может колебаться в пределах одной популяции.

## Распространение
Северная Европа: Швеция, Финляндия; Центральная Европа: Германия, Польша; Западная Азия: северо-восток Турции; Центральная Азия: Монголия; Восточная Азия: Китай; Северная Америка; европейская часть России: юг Карелии, бассейны рек Двина и Печора, верховья  и средняя часть бассейна Днепра, верхнее и среднее Поволжье, Заволжье; Прибалтика: Латвия; Беларусь (редко): Витебская область; Украина: Карпаты; Кавказ: Грузия (Джавахетия), Армения (Разданский район), Закавказье; Западная Сибирь: юг бассейна Оби, бассейн Иртыша и верховье Тобола, Алтай; Восточная Сибирь: бассейны рек Лены и Колымы (северо-восток и к югу от Вилюя и Алдана), Саяны, бассейн Ангары; Дальний Восток: бассейн Зеи и Буреи, Уссурийский край; Средняя Азия: озеро Челкар, озеро Зайсан и Казахский мелкосопочник.
Растёт по берекам рек и озёр, на пойменных, иногда засоленных лугах, ключевых болотцах, в заболоченных лесах и кустарниках; на равнине и в лесном поясе гор.

## Значение и применение
В Верхоянском районе Якутии на пастбищах и в сене хорошо поедается крупным рогатым скотом и лошадьми во время всего пастбищного сезона, являясь одним из важнейших кормовых растений. Лошадьми поедается зимой. Господствует в травостоях сенокосных болот.